# Tsambika

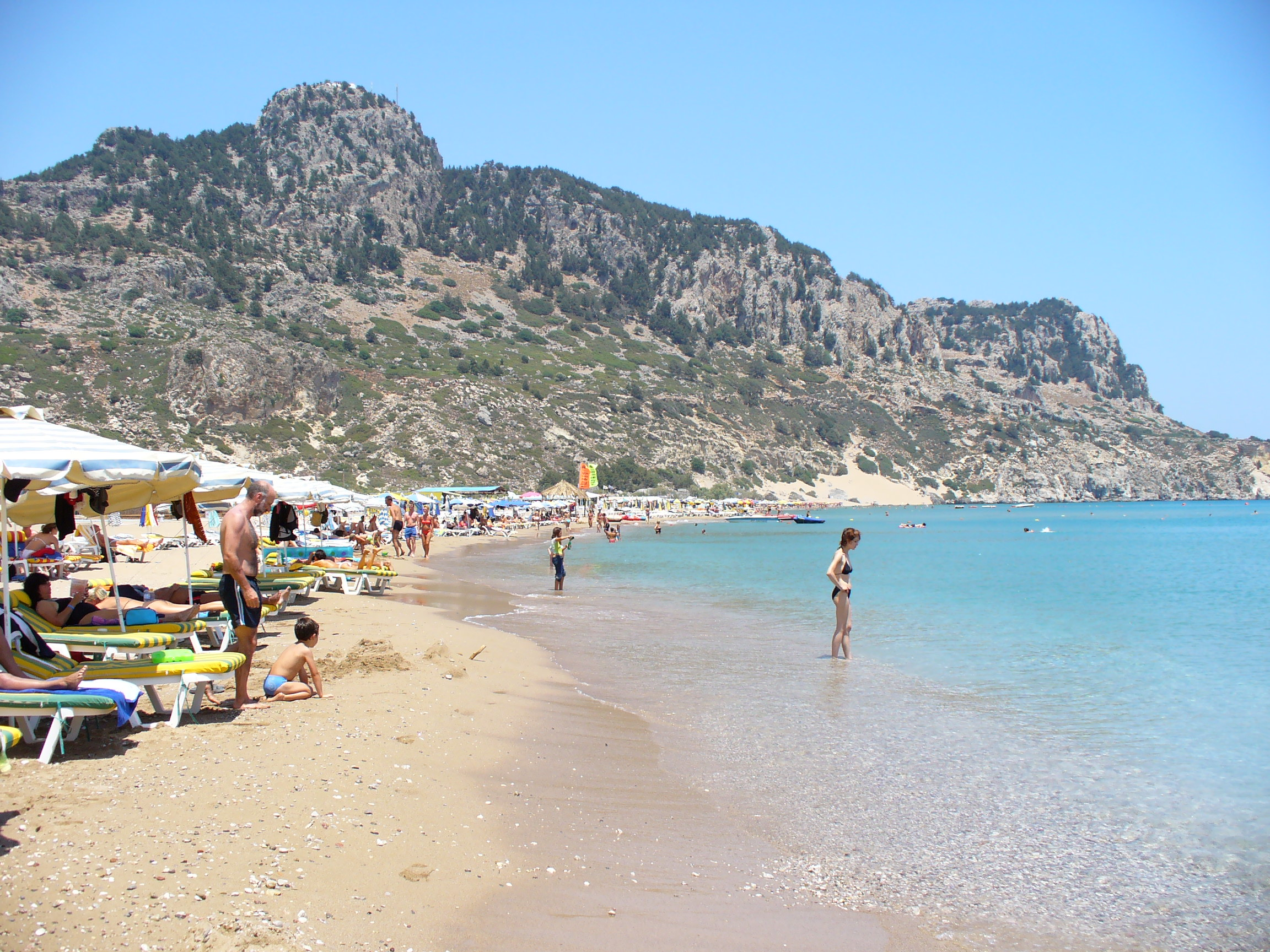
Plaża Tsambika

Tsambika – plaża, naturalnie uformowana, ok. 25 km od miasta Rodos i 1,5km od głównej trasy Rodos – Lindos. Oferuje odwiedzającym ją krystalicznie czystą wodę i zmieszany z drobnymi kamykami jasny piasek. 
Nad nią monaster o tej samej nazwie – można podjechać autem, jednak końcowy odcinek trasy trzeba pokonać na piechotę. W środku święta ikona z XI w. z Maryją Dziewicą. Znalazła ją w górach bezdzietna para, której później urodził się syn. Od tego czasu 18 sierpnia każdego roku do świątyni pielgrzymują kobiety, prosząc o potomstwo. Wchodzą do klasztoru na kolanach po prawie 300 stopniach. Gdy po 9 miesiącach przychodzi na świat dziecko, zgodnie z miejscowym zwyczajem otrzymuje imię: Tsambika (dziewczynka) lub Tsambikos (chłopiec). W podzięce za wysłuchanie próśb przynosi się do klasztoru zdjęcie nowo narodzonego potomka.